# Goetzingen
Goetzingen (en luxemburguès: Gëtzen ; en alemany: Götzingen) és una vila de la comuna de Koerich i al sud de Luxemburg.
Malgrat haver estat una comunitat agrícola, Goetzingen és ara gairebé completament residencial. A causa de la seva proximitat amb Capellen i de l'autopista A6 o ruta europea E25 de la ciutat de Luxemburg i Brussel·les, és cada vegada més popular per als que treballen en l'àrea circumdant. Goetzingen forma una creu estesa al llarg de Koerich a Capellen i la carretera de Windhof a Nospelt.